# Caterina di Brunswick-Lüneburg (elettrice di Sassonia)
Caterina di Brunswick-Lüneburg (1395 – Grimma, 28 dicembre 1442) è stata un membro della famiglia Welfen ed Elettrice consorte di Sassonia.

## Biografia
Era la figlia di Enrico di Brunswick-Lüneburg (?-14 ottobre 1416), e di sua moglie, Sofia di Pomerania (?-1400), figlia del duca Wartislaw VI di Pomerania.

## Matrimonio
Sposò, il 7 febbraio 1402, Federico IV di Meissen (1370-1428), che nel 1425 divenne il primo principe elettore di Sassonia, come Federico I. Ebbero sette figli:
- Caterina, morta giovane;
- Federico II di Sassonia (1412-1464);
- Sigismondo, vescovo di Würzburg (3 marzo 1416-24 dicembre 1471);
- Anna (5 giugno 1420-17 settembre 1462), sposò Luigi I d'Assia, ebbero cinque figli;
- Caterina (1421-23 agosto 1476), sposò Federico II di Brandeburgo, ebbero tre figli;
- Guglielmo III di Sassonia (1425-1482);

Durante la Crociata Hussita, Caterina organizzò un altro esercito di 20 000 uomini, che sono accorsi in aiuto di Federico, ma subirono una devastante sconfitta nella battaglia di Aussig, nel 1426.
Caterina e suo marito non trascorrevano molto tempo insieme, ma accadeva vivevano al castello di Mildenstein a Leisnig, che si trasformò così in una residenza privata degli elettori sassoni.

## Morte
Morì il 28 dicembre 1442 a Grimma.

## Ascendenza
|                                     |   |                                 | Genitori                |  |  | Nonni |  |  | Bisnonni                           |  |  | Trisnonni                        |  |
|                                     |   |                                 |                         |  |  |       |  |  | Magnus I di Brunswick-Wolfenbüttel |  |  | Alberto II di Brunswick-Lüneburg |  |
|                                     |   |                                 |                         |  |  |       |  |  | Magnus I di Brunswick-Wolfenbüttel |  |  | Alberto II di Brunswick-Lüneburg |  |
|                                     |   | Rixa di Werle                   |                         |  |  |       |  |  | Magnus I di Brunswick-Wolfenbüttel |  |  |                                  |  |
| Magnus II di Brunswick-Wolfenbüttel |   |                                 |                         |  |  |       |  |  | Magnus I di Brunswick-Wolfenbüttel |  |  |                                  |  |
|                                     |   | Sofia di Brandeburgo            | Enrico I di Brandeburgo |  |  |       |  |  |                                    |  |  |                                  |  |
|                                     |   | Sofia di Brandeburgo            | Enrico I di Brandeburgo |  |  |       |  |  |                                    |  |  |                                  |  |
|                                     |   | Sofia di Brandeburgo            | …                       |  |  |       |  |  |                                    |  |  |                                  |  |
| Enrico di Brunswick-Lüneburg        |   | Sofia di Brandeburgo            |                         |  |  |       |  |  |                                    |  |  |                                  |  |
|                                     |   | Bernardo III di Anhalt-Bernburg | …                       |  |  |       |  |  |                                    |  |  |                                  |  |
|                                     |   | Bernardo III di Anhalt-Bernburg | …                       |  |  |       |  |  |                                    |  |  |                                  |  |
|                                     |   | Bernardo III di Anhalt-Bernburg | …                       |  |  |       |  |  |                                    |  |  |                                  |  |
| Caterina di Anhalt-Bernburg         |   | Bernardo III di Anhalt-Bernburg |                         |  |  |       |  |  |                                    |  |  |                                  |  |
|                                     |   | …                               | …                       |  |  |       |  |  |                                    |  |  |                                  |  |
|                                     |   | …                               | …                       |  |  |       |  |  |                                    |  |  |                                  |  |
|                                     |   | …                               | …                       |  |  |       |  |  |                                    |  |  |                                  |  |
| Caterina di Brunswick-Lüneburg      |   | …                               |                         |  |  |       |  |  |                                    |  |  |                                  |  |
|                                     | … | …                               |                         |  |  |       |  |  |                                    |  |  |                                  |  |
|                                     | … | …                               |                         |  |  |       |  |  |                                    |  |  |                                  |  |
|                                     | … | …                               |                         |  |  |       |  |  |                                    |  |  |                                  |  |
| Vartislao VI di Pomerania           | … |                                 |                         |  |  |       |  |  |                                    |  |  |                                  |  |
|                                     |   | …                               | …                       |  |  |       |  |  |                                    |  |  |                                  |  |
|                                     |   | …                               | …                       |  |  |       |  |  |                                    |  |  |                                  |  |
|                                     |   | …                               | …                       |  |  |       |  |  |                                    |  |  |                                  |  |
| Sofia di Pomerania                  |   | …                               |                         |  |  |       |  |  |                                    |  |  |                                  |  |
|                                     |   | …                               | …                       |  |  |       |  |  |                                    |  |  |                                  |  |
|                                     |   | …                               | …                       |  |  |       |  |  |                                    |  |  |                                  |  |
|                                     |   | …                               | …                       |  |  |       |  |  |                                    |  |  |                                  |  |
| …                                   |   | …                               |                         |  |  |       |  |  |                                    |  |  |                                  |  |
|                                     |   | …                               | …                       |  |  |       |  |  |                                    |  |  |                                  |  |
|                                     |   | …                               | …                       |  |  |       |  |  |                                    |  |  |                                  |  |
|                                     |   | …                               | …                       |  |  |       |  |  |                                    |  |  |                                  |  |
|                                     |   | …                               |                         |  |  |       |  |  |                                    |  |  |                                  |  |